# Mike Parisi
Cet article concerne le joueur américain de baseball. Pour le pilote automobile, voir Mike Parisy.
Michael Richard Parisi, né le 18 avril 1983 à Hagerstown (Maryland) aux États-Unis, est un joueur américain de baseball évoluant en Ligue majeure de baseball avec les Cubs de Chicago. Après la saison 2009, ce lanceur droitier compte 12 matchs joués au plus haut niveau pour une moyenne de points mérités de 8,22.

## Carrière
Après des études secondaires à la Sachem North High School de Lake Ronkonkoma (New York), Mike Parisi suit des études supérieures au Manhattan College où il porte les couleurs des Jaspers de 2002 à 2004. Parisi est drafté le 7 juin 2004 par les Cardinals de Saint-Louis au 9e tour de sélection. Il paraphe son premier contrat professionnel le 24 juin.
Parisi passe quatre saisons en Ligues mineures avant d'effectuer ses débuts en Ligue majeure le 5 mai 2008. À l'issue de la saison, il présente une fiche victoires-défaites de 0-4 en 12 sorties, dont 2 départs pour Saint-Louis. Il doit se contenter de jouer en ligue mineure avec les Memphis Redbirds (AAA) en 2009.
Mis en ballotage par les Cardinals, son contrat est repris par les Cubs de Chicago le 10 décembre 2009.

## Statistiques
En saison régulière
| Statistiques de lanceur |             |    |    |    |     |   |   |    |      |    |      |
| Saison                  | Équipe      | G  | GS | CG | SHO | V | D | SV | IP   | SO | ERA  |
| 2008                    | Saint-Louis | 12 | 2  | 0  | 0   | 0 | 4 | 0  | 23.0 | 13 | 8,22 |
| Totaux                  |             | 12 | 2  | 0  | 0   | 0 | 4 | 0  | 23.0 | 13 | 8,22 |

Note: G = Matches joués ; GS = Matches comme lanceur partant ; CG = Matches complets ; SHO = Blanchissages ; 
V = Victoires ; D = Défaites ; SV = Sauvetages ; IP = Manches lancées ; SO = retraits sur des prises ; ERA = Moyenne de points mérités.